# Hungry Lions in a Hospital
Hungry Lions in a Hospital è un cortometraggio muto del 1918 diretto da Jack White.

## Produzione
Il film fu prodotto dalla Fox Film Corporation (come Sunshine Comedies).

## Distribuzione
Distribuito dalla Fox Film Corporation, il film - un cortometraggio di due bobine - uscì nelle sale cinematografiche USA il 3 febbraio 1918.